# 梅利奧拉蒂夫內

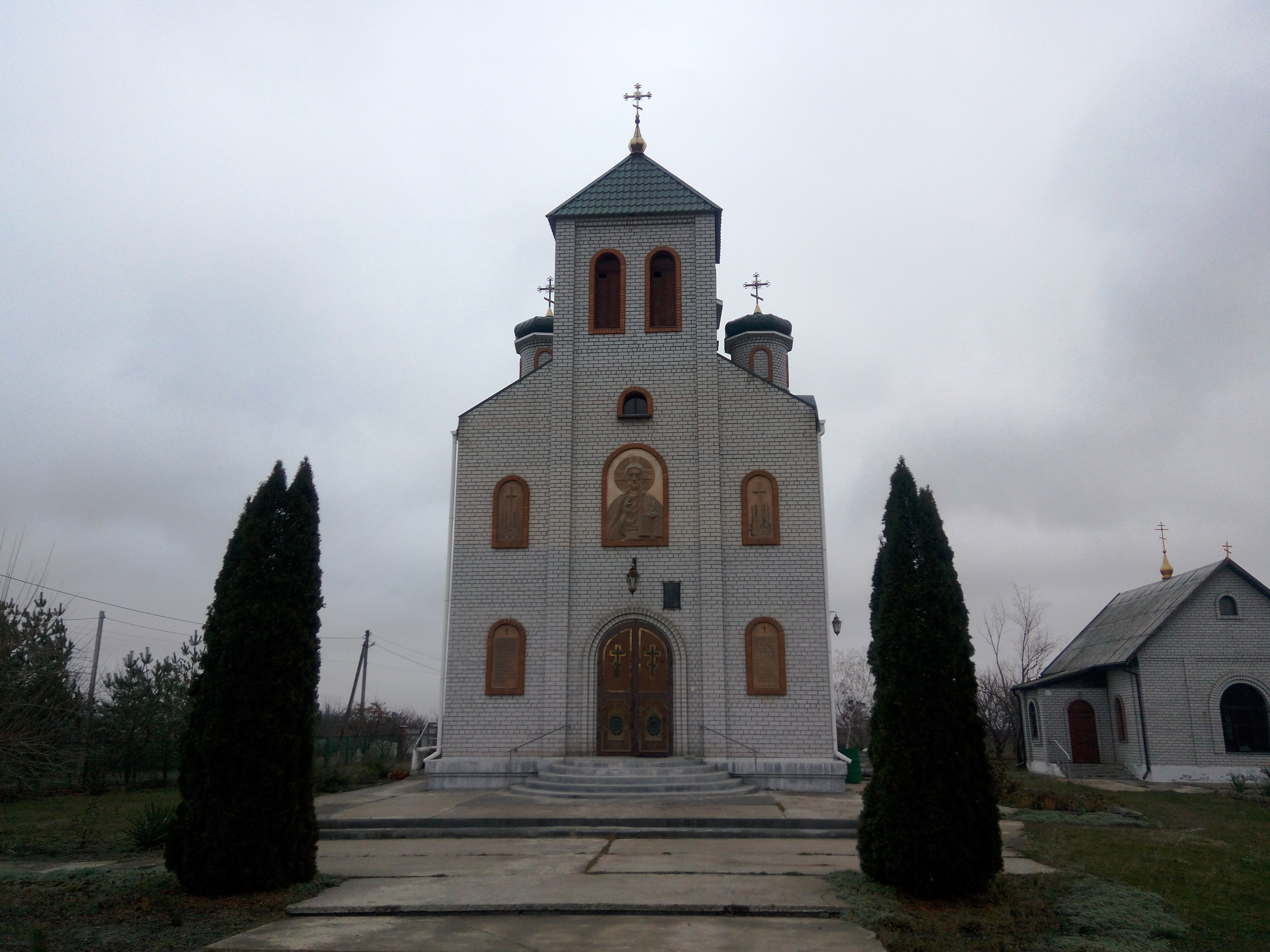
教堂

48°36′59″N 35°23′50″E / 48.61639°N 35.39722°E
梅利奧拉蒂夫內（烏克蘭語：Меліоративне）是位於烏克蘭東部的鎮，由第聶伯羅彼得羅夫斯克州薩馬爾區的皮尚卡市鎮負責管轄。該鎮處於薩馬拉河左岸，距離萨马尔16公里，海拔高度73米，2001年人口4,519。